# Jason X
Série Vendredi 13
Jason va en enfer
(1993) Freddy contre Jason
(2003)
Pour plus de détails, voir Fiche technique et Distribution.
Jason X est un slasher de science-fiction réalisé par James Isaac et sorti en 2002. C'est le dixième volet de la série de films Vendredi 13, avec pour vedette Kane Hodder dans le rôle du meurtrier en série Jason Voorhees. Le film a fait 16 951 798 $ (12 529 515 €) de recette à travers le monde avec un budget de 14 millions de dollars (10 347 764 €).
Le film a été conçu dans le but de redorer le prestige de la série pendant que Freddy contre Jason était en Development Hell. L’action de Jason X se déroule dans le futur, la scène d’ouverture se passant en 2010, Jason étant captif depuis 2008,  la continuité de la saga de Jason Voorhees est donc préservée.
Les slogans du film étaient « Le mal est mis à jour » ainsi que « Bienvenue dans le futur de l’horreur. Il a été noyé, tronçonné, planté au couteau, découpé à la hache, écrasé au marteau, électrocuté, brûlé, empalé, clouté, plombé et congelé. Maintenant, il est revenu pour encore plus. ».
Le film se déroule en l’an 2008. Jason Voorhees est capturé par le gouvernement des États-Unis ; la scientifique Rowan entreprend plusieurs tentatives d’exécution sur Jason, qui s'avèrent infructueuses, le tueur étant immortel. Deux ans plus tard, les autorités décident de le placer dans une cellule. Jason s’échappe et tue plusieurs soldats. Rowan lui tend un piège en l'entraînant dans la chambre cryogénique qu'elle active, mais Jason la poignarde à travers la porte, ce qui a pour effet de geler toute la pièce, Rowan comprise. En l’an 2455, trois étudiants débutants dirigés par le professeur Lowe entrent dans le complexe et trouvent Jason et Rowan (alors cryogénisés). Ils les rapportent dans leur vaisseau spatial puis s'en vont. Ils placent les corps des deux rescapés dans des laboratoires séparés pour les examiner. Alors que les internes de Lowe dissèquent Jason, celui-ci se réveille et les tue sauvagement, puis s'arme de ce qui s’apparente à une machette et part conquérir le vaisseau. Après avoir découvert le corps de l’interne, Rowan (maintenant réveillée et en pleine possession de ses moyens) et trois autres personnes gagnent le cockpit, tandis que deux soldats se dirigent vers l’armurerie pour s'équiper. S’ensuit une course pour la survie.

## Synopsis
En l'an 2008, Jason Voorhees est capturé par le gouvernement des États-Unis, qui l'a gardé dans une installation de recherche de Crystal Lake. En 2010, Rowan (Lexa Doig), une scientifique du gouvernement, décide de placer Jason en suspension cryogénique après plusieurs tentatives infructueuses de le tuer. Samuel Johnson met une couverture sur Jason enchaîné, tandis que le Dr Wimmer (David Cronenberg), le sergent Marcus et quelques soldats, espèrent faire avancer la recherche de la régénération cellulaire rapide grâce à Jason. Ils tirent la couverture qui couvrait son corps, trouvant Johnson mort à sa place. S'étant libéré de ses entraves, Jason tue les soldats sans difficulté. Rowan attire Jason dans un tube cryogénique et l'active. Mais Jason le transperce avec sa machette, poignarde Rowan au ventre, renversant du liquide cryogénique dans la chambre hermétique et les congelant tous les deux.
En 2455, la Terre est devenue trop polluée pour maintenir la vie, et l'humanité s'est déplacée vers une nouvelle planète. Trois étudiants, Tsunaron, Janessa et Azrael sont en voyage d'étude dirigé par le Professeur Lowe Brandon qui est accompagné par un androïde, Kay-Em 14 (Lisa Ryder). Ils entrent dans l'installation de Crystal Lake et découvrent Jason et Rowan encore congelés, qu'ils rapportent à leur vaisseau spatial, le Grendel. Sur le vaisseau, les attendent les étudiants Lowe, Kinsa, Waylander et Stoney. Ils réaniment et soignent Rowan tandis que Jason est déclaré mort et laissé à la morgue. La stagiaire de Lowe, Adrienne doit disséquer le corps de Jason. Lowe, qui est en situation de surendettement, appelle son bailleur de fonds Dieter Perez du Solaris, qui note que le corps de Jason pourrait valoir un montant substantiel pour un collectionneur.
Alors que Stoney a des relations sexuelles avec Kinsa, Jason revient à la vie et se saisit d'Adrienne, gèle son visage dans de l'azote liquide avant de lui exploser la tête sur un comptoir. Jason prend un outil en forme de machette chirurgicale et avance à travers le vaisseau. Il poignarde Stoney à la poitrine et le traîne, à la grande horreur de Kinsa. Le sergent Brodski (Peter Mensah) dirige un groupe de soldats pour attaquer Jason. Pendant ce temps, Jason attaque et tue Dallas et Azrael. Il tente alors d'attaquer Crutch, mais Brodski et ses soldats le sauvent. Jason disparaît, mais quand Brodski se sépare de son équipe, il les tue un par un.
Le pilote Lowe donne l'ordre d'accoster dans le Solaris. Tandis qu'il parle avec l'ingénieur du Solaris, il est tué par Jason. Sans pilote, le vaisseau s'écrase en traversant la station spatiale, la détruisant et tuant Dieter Perez et tout le monde sur le Solaris. L'accident endommage une des sections du Grendel. Jason s'introduit dans le laboratoire et décapite Lowe.
Avec le vaisseau endommagé, les survivants du Grendel pensent à s'enfuir à bord d'une navette. Après avoir trouvé les restes de Lou, Crutch et Waylander préparent la navette. Rowan trouve Brodski, mais il est trop lourd pour qu'elle puisse l'emmener et elle part chercher Waylander, tandis que Crutch prépare la navette mais est tué par Jason. À bord de la navette, Kinsa a une crise de panique et lance la navette sans relâcher la conduite de carburant, l'amenant à s'écraser sur la coque du vaisseau et exploser, elle avec. Brodski attaque Jason, mais il est maîtrisé. Tsunaron revient en ayant mis à niveau Kay-Em 14 avec un arsenal d'armes et de nouvelles compétences de combat. Elle se bat contre Jason et le fait tomber dans une station médicale équipée en nanotechnologie, puis fait exploser son bras droit, sa jambe gauche, sa cage thoracique et enfin une partie de sa tête, le laissant en morceaux. Les survivants envoient un appel de détresse et reçoivent la réponse d'une navette de patrouille.
Les survivants mettent des charges explosives pour séparer le ponton restant de la section d'entraînement principal. Pendant qu'ils s'affairent, Jason est automatiquement ramené à la vie par la station médicale endommagée, et reconstruit en un puissant cyborg complètement indestructible, Uber-Jason. Jason bat facilement Kay-Em 14 en poinçonnant sa tête. Alors que Tsunaron ramasse sa tête encore en fonctionnement, Jason les attaque, mais est arrêté par Waylander qui se sacrifie en déclenchant les charges tandis que les autres s'échappent. Jason survit et saute sur la navette. Il perce un trou dans la coque, aspirant Janessa. Une panne de courant bloque les portes et Brodski court y remédier.
Pendant ce temps, une simulation holographique de Crystal Lake est créée pour distraire Jason, mais il voit la porte à travers et se rend compte de la supercherie. Brodski affronte alors Jason pour que les autres puissent s'échapper. Tandis qu'ils partent, le pont explose, propulsant Jason à grande vitesse vers le vaisseau des survivants, mais Brodski intercepte Jason à mi-chemin et manœuvre pour l'entraîner dans l'atmosphère de la nouvelle Terre. Rowan et Tsunaron sont donc les deux seuls survivants. Tsunaron assure à la tête de Kay-Em 14 qu'il va lui construire un nouveau corps.
Sur Terre, deux adolescents au bord d'un lac voient une « étoile filante » qui n'est autre que Jason carbonisé qui coule au fond du lac.

## Fiche technique
- Titre : Jason X
- Réalisation : James Isaac
- Scénario : Todd Farmer
- Musique : Harry Manfredini
- Photographie : Derick V. Underschultz
- Montage : David Handman
- Décors : John Dondertman
- Costumes : Maxyne Baker
- Production : Noel Cunningham
- Production exécutive : Sean S. Cunningham et James Isaac
- Société de production : New Line Cinema, Friday X Productions et Crystal Lake Entertainment Inc.
- Société de distribution : New Line Cinema (États-Unis) ; Metropolitan Filmexport (France)
- Budget : 11 millions de dollars américains
- Pays de production :  États-Unis
- Format : couleurs (DeLuxe) - 1,85:1 - Dolby Digital - 35 mm
- Genre : horreur, science-fiction, slasher
- Durée : 93 minutes
- Dates de sortie :
  - Espagne : 9 novembre 2001
  - États-Unis : 26 avril 2002
  - France : 31 juillet 2002
  - Belgique : 7 août 2002
- Classification : interdit aux moins de 12 ans lors de sa sortie en France

## Distribution
- Kane Hodder : Jason Voorhees
- Lexa Doig (VF : Julie Dumas ; VQ : Isabelle Leyrolles) : Rowan
- Chuck Campbell (VF : Alexis Tomassian ; VQ : Tristan Harvey) : Tsunaron
- Lisa Ryder (VF : Laure Sabardin ; VQ : Julie Saint-Pierre) : Kay-Em 14
- Peter Mensah (VF : Said Amadis ; VQ : Guy Nadon) : le sergent Brodski
- Melyssa Ade (VF : Marie-Eugénie Maréchal ; VQ : Julie Burroughs) : Janessa
- Derwin Jordan (VF : Frantz Confiac ; VQ : Marc-André Bélanger) : Waylander
- Jonathan Potts (VF : Guy Chapellier ; VQ : François L'Écuyer) : le professeur Lowe
- Dov Tiefenbach (VF : Hervé Rey) : Azrael
- David Cronenberg (VF : Hervé Jolly) : Dr Wimmer
- Boyd Banks (VF : Bruno Dubernat) : Fat Lou
- Melody Johnson : Kinsa
- Kristi Angus (VF : Sophie Riffont) : Adrienne
- Philip Williams (VF : Vincent Grass) : Crutch
- Yani Gellman : Stoney
- Robert A.Silverman (VF : Pascal Renwick) : Dieter Perez
- Barna Moricz (VF : David Krüger) : Kicker
- Dylan Bierk (VF : Caroline Beaune) : Briggs
- Todd Farmer (VF : Pascal Casanova) : Dallas
- Steve Lucescu : Condor
- Thomas Seniuk : Sven
- Amanda Brugel : Geko

## Autour du film
- L'un des personnages du film se nomme Dallas, comme dans Alien. De même, Waylander fait penser à Weyland.
- Dans la scène où Dallas est écrasé contre un mur par Jason, le cascadeur se cassa le nez.
- Quand le personnage Stony ouvre les portes et se fait tuer, son sang est projeté sur le visage de Kinsa, qui hurle. En réalité, ces éclaboussures n'étaient pas prévues, et l'actrice s'est mise à crier non pour simuler la détresse de son personnage voyant son petit ami mourir sous ses yeux, mais parce que le faux sang lui a brûlé le visage.
- Plus de détails devaient initialement figurer dans la « scène virtuelle des années 1980 », dont des volleyeuses sans maillot. Une autre idée était d'y faire figurer Pamela Voorhees, la mère de Jason, et de montrer son fils cherchant à la tuer, ce qui aurait montré le monstre qu’il est devenu. Ces idées ont été abandonnées.
- La scène “Les sacs de couchage mortels” a été tournée en premier dans Vendredi 13, chapitre 7 : Un nouveau défi, et a été improvisée par Kane Hodder dans ce film, frustré de refaire les mêmes scènes.
- Originellement, le biomécanique Uber-Jason devait être une surprise pour le final du film. Mais, à cause de l’écriture tardive du script et des affiches étrangères, New Line Cinema décida de faire de Uber-Jason le moyen de promotion de leur film.
- David Cronenberg accepta de jouer un petit rôle dans le film, à la seule condition qu'il ait la mort la plus atroce du film, voire de la saga. Ce qui, en l'occurrence, n'est pas le cas, n'étant pas la plus graphique ni la plus répugnante.

## Accueil

### Box-office
| Pays                          | Box-office     | Nbre de sem. | Classement TLT | Date  |
| Box-office mondial            | 16.951.798 $   | ? sem.       | -              | Total |
| Box-office États-Unis/ Canada | 13.121.555 $   | ? sem.       | 2.715e         | Total |
| Box-office France             | 79 712 entrées | ? sem.       | -              | Total |